# スベスベマンジュウガニ
スベスベマンジュウガニ（滑々饅頭蟹、Atergatis floridus）は、エビ目・カニ下目・オウギガニ科・マンジュウガニ属 に分類されるカニ。

## 形態
カニらしい形のカニで、甲（甲羅）に比べて脚が太く短いという、専門用語でいう「オウギガニ型体形」と呼ばれる形のカニである。全体的に丸く、平滑でふっくらした印象である。甲長25mm、甲幅40㎜程度、滑らかな前面に比べ、後ろは急速にすぼみ歪んだ楕円のようになる。扇のようにも見えるが、他のオウギガニ類ほど明らかではない。甲はよく見ると中央を境に左右に分かれ、左右対称ないくつかの膨らみも確認できるが、本種はあまり目立たない。これを甲域といい、特にオウギガニ科のカニの分類ではしばしば使われる。前側縁に沿って薄い縁取りが確認できる。前側縁はほぼ平滑に見えるが、鈍い3歯がある。第1脚が鉗脚（はさみ）となり、重厚で爪先は黒くなる。

## 分布
北太平洋西部に広く見られ、日本、中国、台湾、フィリピンなどに見られる。日本では房総半島以南から、沖縄県にかけて分布する。

## 毒性
本種は毒を持つカニとして有名であり、刺したり噛みついたりすることは無いが、誤食すると危険である。毒性が分かったのは比較的最近の1960年代のことであるという。奄美諸島で発生したカニによる中毒死事故の原因となったカニを調べていた時、原因となったウモレオウギガニ以外にも有毒カニがいると見られたことから、手あたり次第の捕獲と分析を行い本種および近縁1種の有毒性が判明した。その後もう一度同様の調査をやっているが、新たな種類の有毒カニは見つからなかったという。これらの調査で毒性が判明した3種のカニは、いずれもオウギガニ科に属する。
奄美などで報告されたウモレオウギガニ中毒の症状はフグ類が持つ毒であるテトロドトキシン中毒の症状に似ており、食後数十分から2時間程度で麻痺や嘔吐などの症状が出始め、最終的に呼吸が麻痺して死亡する。分析の結果、奄美大島周辺の毒成分はテトロドトキシンではなくサキシトキシンとされた。この毒は食用のアサリやホタテが有毒化した際に、しばしば検出されるものとして有名で「麻痺性貝毒」などと呼ばれる。なお、後にテトロドトキシンが主成分の個体も発見され、地域によって持っている毒成分が違うことが明らかになっている。
オウギガニ類の毒性の強さや有毒部位には同一産地でも個体差があることが指摘されている。また、前述の通り毒成分には地域性がある。毒性の強さにも地域性があり、スベスベマンジュウガニでは関東産の個体は比較的有毒成分が少なく弱毒で毒成分はテトロドトキシンなのに対し、南西諸島のものは強毒性で毒成分はサキシトキシン、ネオサキシトキシンだという違いがある。
これらの毒は甲殻類にも有毒であるが、毒ガニ特に有毒個体は高い耐性を持つ。無毒ガニであるイソガニの体液も耐性を持つことが知られているが、テトロドトキシンに対してのみ耐性を示し、サキシトキシンには効果がないという面白い性質が知られる。
これらの毒は基本的には餌に由来すると推測されており、生息環境によって餌にする生物が異なることが毒の成分や量の違いの原因だと考えられている。体内での合成や、共生微生物の存在などについてはまだわかっていない。沖縄県石垣島のリーフで採集された標本の場合、筋肉中に1000 MU/g以上の毒を含んでいた例もあり、充分に致死量の毒を含んでいると言える。
毒は主に体表部（外骨格＝"殻"）と、歩脚、鋏脚の筋肉に含まれるとされる。神奈川県と和歌山県の個体（2004年）では、毒は特に鋏脚部の掌節と腕節（ハサミの付け根の太い部分周辺）の筋肉に高濃度に分布し、頭胸部（胴体）の筋肉は、調査個体に関しては無毒であったことから、カニが敵に対してハサミを振りかざしたり、逃げる際に自切することなどと関連付けて、毒が捕食者に対する防御に役立っているのではないかと推察している。なお、フグ毒を持つ動物のうちトラフグ Takifugu rubripesやトゲモミジガイAstropecten polyacanthus（ヒトデの一種）などはフグ毒に著しく誘引されるとの実験結果があり、彼らが積極的に毒を摂取・蓄積している可能性も指摘されているが、スベスベマンジュウガニに関しては不明である。
本種だと確定した中毒事例は知られていない。

## 他の毒ガニ
本種も含め、有毒のカニが存在することは地方によっては古くから知られていたようであるが、より広く知られるようになったのはそれほど古いことではない。Hashimotoら(1967)によれば、公式な記録で最も古いものは1965年に鹿児島県の環境衛生課が報告した名瀬市（現・奄美市）での中毒例であるという。この例では45歳の女性と20歳の息子が、味噌汁にして食べた甲羅の幅が約10cmの"セガニ"が原因で中毒症状に陥り、数日後に回復した。また聞き込み調査で得られた同じ名瀬市の別の例では、"ハムンガン"と呼ぶ甲羅の幅約11cmのカニを味噌汁にして食べて2人が死亡、3人が重症となったという。この外にも複数の中毒事例が確認できたため、Hashimotoらは中毒の原因となったと思われる種や、漁師らに毒蟹だと言われているカニなど15種類を奄美と宮古島から集めて調べた。その結果、ウモレオウギガニZozymus aeneusとツブヒラアシオウギガニPlatypodia granulosa が有毒と判明し、1967年に報告している。彼らのグループはその後も調査を進め、7科に属する56種を調べた結果、スベスベマンジュウガニも有毒であることを1968年に初めて報告した。1969年には更に種類を増やして8科72種1000個体の調査結果を報告したが、この時には新たな有毒種の追加はなかった。
同じオウギガニ科の有毒種で、暖かい海に生息するウモレオウギガニとツブヒラアシオウギガニの2種では、1984年までに日本国内だけでも全部で10件あまりの事故が記録されている。すべての事故が鹿児島県と沖縄県で発生しており、両県では観光施設、保健所などが有毒ガニを食べないようにポスター、パンフレットなどで啓蒙をつづけており、事故件数は減少しつつある。
またFresco（2001）はフィリピン農業研究局（BAR）の月報において、この時までに報告された有毒蟹として、上記3種を含む下記の9種を挙げ、誤って食べないよう注意を呼びかけている。
ヒシガニ科
- カルイシガニ Daldorfia horrida

オウギガニ科
- スベスベマンジュウガニ Atergatis floridus
- キイマンジュウガニ Atergatis integerrimus 毒性はやや弱い。
- ユウモンガニ Carpilius convexus 毒性はそれほど強くはない。
- イワオウギガニ Eriphia sebana
- オオアカヒズメガニ Etisus splendidus 毒性はやや弱い。
- ヒロハオウギガニ Lophozozymus pictor 毒性は強い。
- ツブヒラアシオウギガニ Platypoda granulose
- ウモレオウギガニ Zozymus aeneus 最も毒性が強いとされる。

なおスベスベマンジュウガニでは、同じ地域でも有毒個体と無毒個体とが存在する。よって他のカニについても、たまたま最初に食べた個体が無毒であっても別の個体が有毒である可能性もある。したがって、よく知らないカニ（特にオウギガニ科）を不用意に食べるべきではない。

## スベスベマンジュウガニを題材にしたもの
- 『恋のスベスベマンジュウガニ』
作詞：もりちよこ、作曲・編曲：たなかひろかず、歌：イマクニ?
『みんなのうた』で使用された楽曲。
- スベスベマンジュウダニ Conoppia palmicincta
マンジュウダニ科に分類されるササラダニの一種。
- スベスベマンジュウガニは静かに笑う　　　THE BOY MEETS GIRLSの楽曲